# Moneda de plata

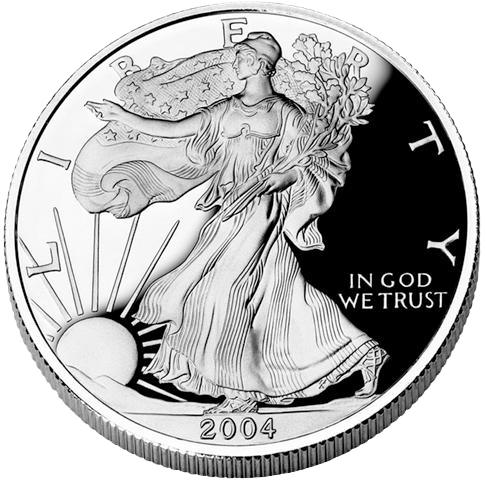
Águila de Plata

Las monedas de plata se han utilizado desde la antigüedad. El denario romano es el ejemplo más conocido en Europa. En actualidad siguen existiendo monedas de curso legal con contenido en plata en varios países. Se siguen empeñando monedas de plata en las casas de empeños.

## Monedas de plata más corrientes en la actualidad
- Filarmónica de Viena (Austria)
- 12 Euros de Plata
- Águila de Plata (EE. UU.)
- Libertad (moneda) (México)
- Maple Leaf de plata (Canadá)
- Panda de Plata (China)
- Kookaburra (moneda) (Australia)
- Koala (moneda de plata) (Australia)
- British Silver Britannia (Inglaterra)

## Monedas de plata históricas
- Denario
- Dracma
- Thaler, considerado el antecesor del dolar.
- Real de a ocho, considerada la primera divisa mundial.